# Mathias Seger
Mathias Seger (ur. 17 grudnia 1977 w Flawil, kanton St. Gallen) – szwajcarski hokeista, reprezentant Szwajcarii, czterokrotny olimpijczyk.
Z zawodu jest mechanikiem. Żonaty, ma córkę Millę.

## Kariera
- Rapperswil-Jona Lakers (1996-1999)
- ZSC Lions (1999-2018)

Wychowanek EHC Uzwil. Od 1999 zawodnik ZSC Lions, w tym od 2006 kapitan drużyny. W styczniu 2012 przedłużył kontrakt o trzy lata. W kwietniu 2018 ogłosił zakończenie kariery.

## Kariera reprezentacyjna
Wielokrotny reprezentant Szwajcarii. Od 1998 niemal rokrocznie występuje w mistrzostw świata (opuścił jedynie edycję w 2007). Uczestniczył w turniejach w 1998, 1999, 2000, 2001, 2002, 2003, 2004, 2005, 2006, 2008, 2009, 2010, 2011, 2012, 2013, 2014 oraz na zimowych igrzyskach olimpijskich 2002, 2006, 2010, 2014. Od 2009 kapitan kadry.

## Sukcesy

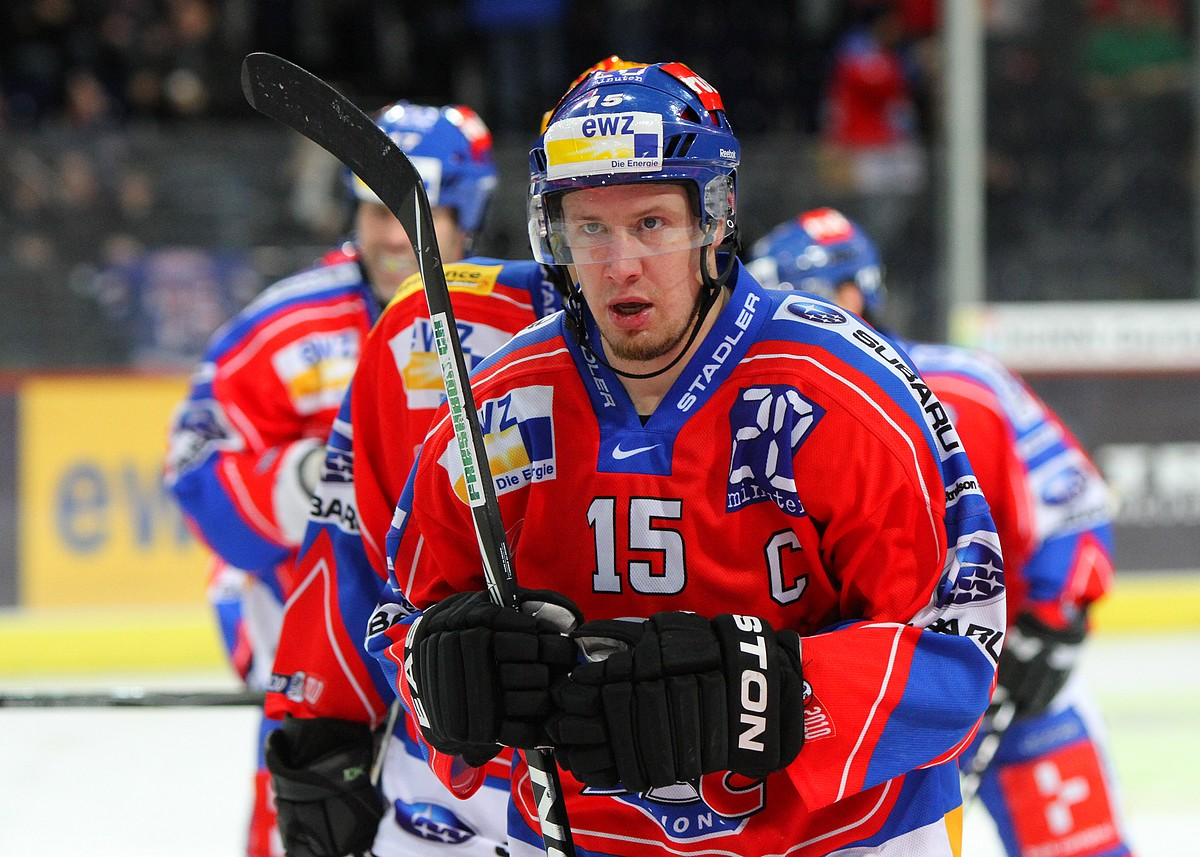
Mathias Seger w barwach ZSC Lions (2010)

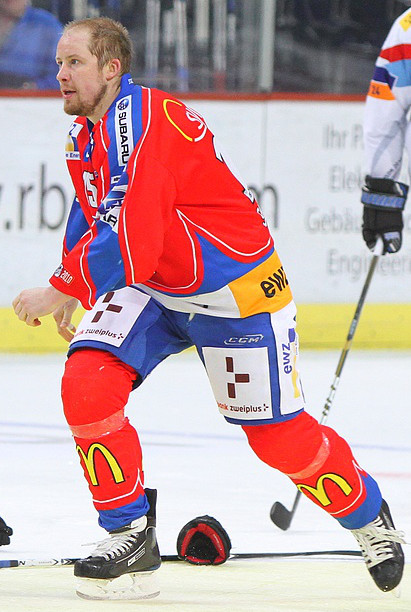
Mathias Seger w barwach ZSC Lions (2012)

Reprezentacyjne
- Srebrny medal mistrzostw świata: 2013

Klubowe
- Złoty medal mistrzostw Szwajcarii: 2000, 2001, 2008, 2012, 2014, 2018 z ZSC Lions
- Puchar Kontynentalny: 2001, 2002 z ZSC Lions
- Hokejowa Liga Mistrzów: 2009 z ZSC Lions
- Puchar Wiktorii: 2009 z ZSC Lions
- Trzecie miejsce w Pucharze Kontynentalnym: 2006 z ZSC Lions
- Puchar Szwajcarii: 2016

Indywidualne
- NLA 1998/1999:
  - Najlepszy obrońca ligi
- Puchar Spenglera 1998:
  - Skład gwiazd turnieju
- Hokejowa Liga Mistrzów 2008/2009:
  - Pierwsze miejsce w klasyfikacji strzelców wśród obrońców
  - Pierwsze miejsce w klasyfikacji kanadyjskiej wśród obrońców
- NLA 2009/2010:
  - Pierwsze miejsce w klasyfikacji asystentów wśród obrońców: 43 asysty
  - Pierwsze miejsce w klasyfikacji kanadyjskiej wśród obrońców: 51 punktów
- Mistrzostwa Świata w Hokeju na Lodzie 2010/Elita:
  - Jeden trzech najlepszych zawodników reprezentacji
- Mistrzostwa Świata w Hokeju na Lodzie 2013/Elita:
  - Czwarte miejsce w klasyfikacji +/- turnieju: +8
  - Jeden trzech najlepszych zawodników reprezentacji[4]

Wyróżnienie
- Galeria Sławy IIHF: 2020[5]